# 대전내동중학교
대전내동중학교(大田內洞中學校)는 대한민국 대전광역시 서구 변동에 있는 공립 중학교이다.

## 학교 연혁
- 1992년 1월 15일 : 학교 설립인가(36학급)
- 1992년 3월 5일 : 1992학년도 입학(12학급)
- 1992년 4월 2일 : 개교
- 2022년 9월 1일 : 제15대 박연기 교장 부임
- 2024년 1월 5일 : 제30회 졸업 (187명, 총 8,197명)
- 2024년 3월 4일 : 2024학년도 입학 (남 109명, 여 87명 계 196명)

## 참고 자료
- 대전내동중학교 - 한국교육학술정보원 학교알리미